# Pipabékafélék

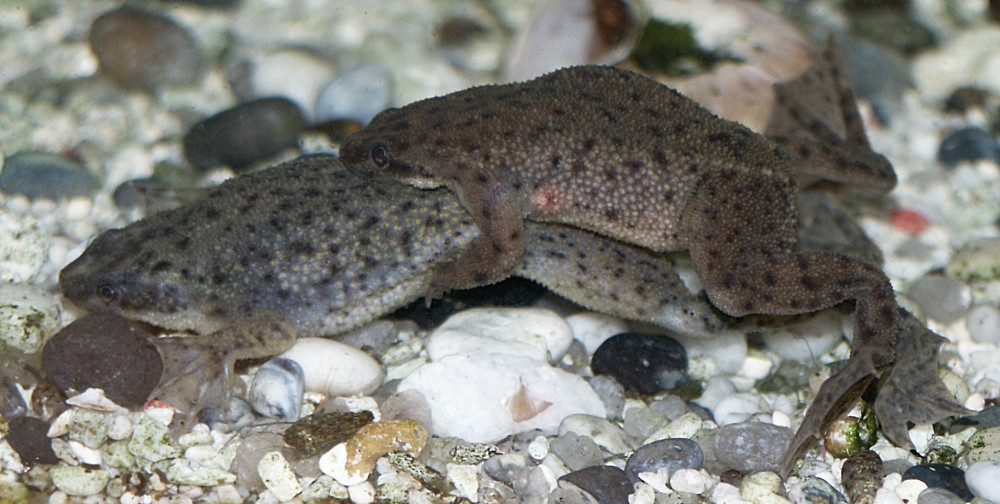
Hymenochirus

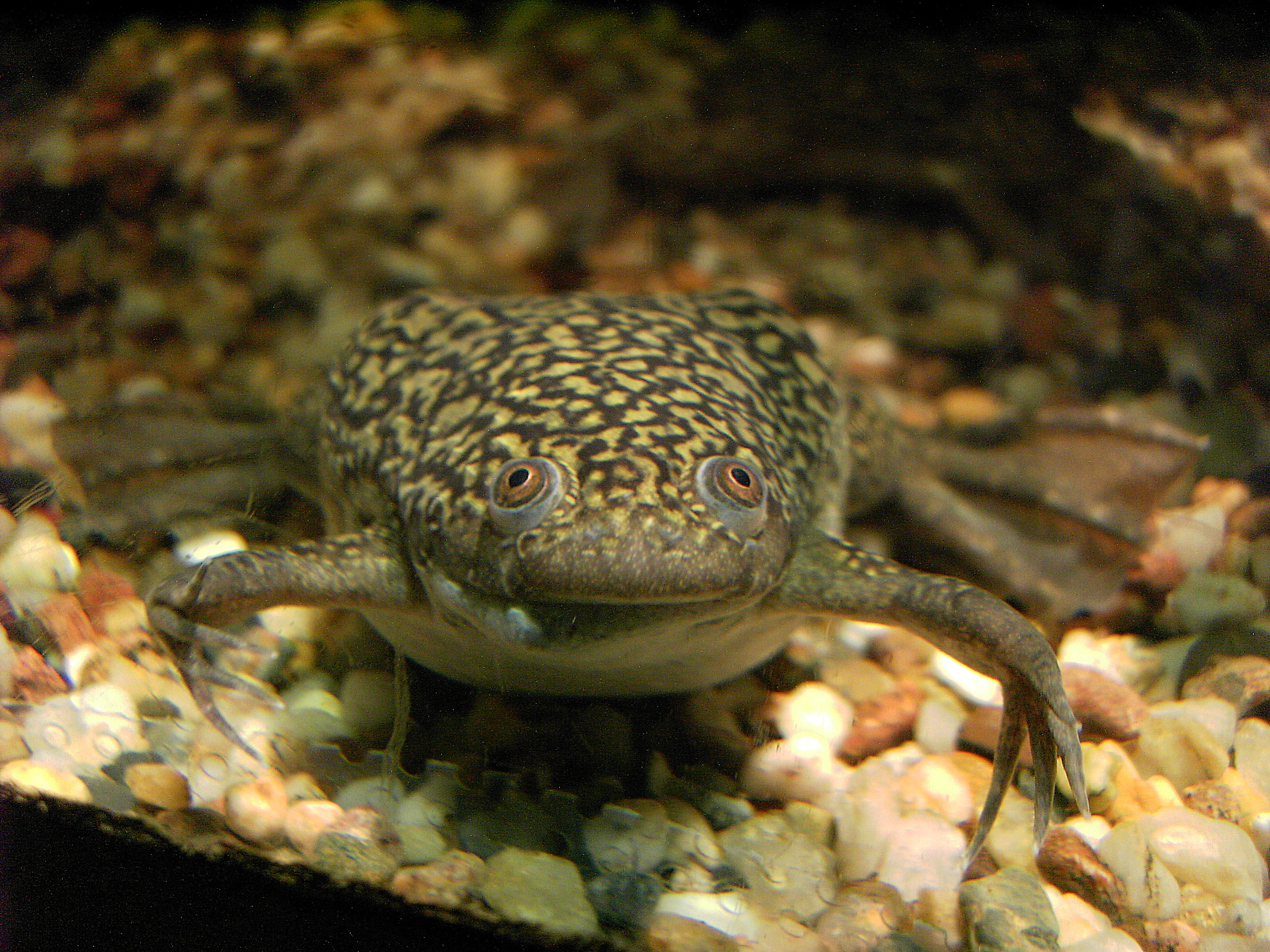
Dél-afrikai karmosbéka (Xenopus laevis)

A pipabékafélék vagy nyelvetlenbéka-félék (Pipidae) a kétéltűek (Amphibia) osztályába és  a békák (Anura) rendjébe tartozó család.

## Előfordulásuk
Közép- és Dél-Amerika területén, valamint  Afrikában a Szahara alatti területeken honosak.

## Megjelenésük
Lapított testük, erős hátsó és gyenge mellső végtagjuk van.

## Szaporodásuk
A nőstény hátán, „zacskókban” fejlődnek ki kis békák, 2-4 hónap alatt.

## Rendszerezés
A családba az alábbi nemek tartoznak.
- Hymenochirus (Boulenger, 1896)
- Pseudhymenochirus (Chabanaud, 1920)
- Xenopus (Wagler, 1827)
- Pipa (Laurenti, 1768)